# J.W. Henderson

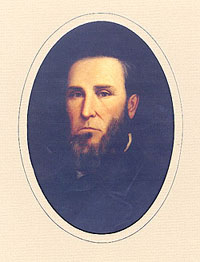
J.W. Henderson

James Wilson Henderson, född 15 augusti 1817 i Sumner County, Tennessee, död 30 augusti 1880 i Houston, Texas, var en amerikansk demokratisk politiker. Han var den fjärde guvernören i delstaten Texas från 23 november till 21 december 1853.
Henderson studerade juridik i Republiken Texas och blev 1843 invald i Republiken Texas representanthus; efter USA:s annektering av Texas år 1845 fortsatte han i delstatspolitiken. År 1847 valdes han till talman i delstaten Texas representanthus; i valet av talman besegrade han Republiken Texas tidigare president Mirabeau B. Lamar.
Henderson var viceguvernör i Texas 1851–1853. Guvernör Peter Hansborough Bell avgick 1853 och efterträddes av Henderson som i sin tur efterträddes 28 dagar senare av Elisha M. Pease. I amerikanska inbördeskriget förde han befäl över ett kompani i sydstatsarmén.
Henderson avled 1880 och gravsattes på Glenwood Cemetery i Houston.